# Уралмаш (стадион)

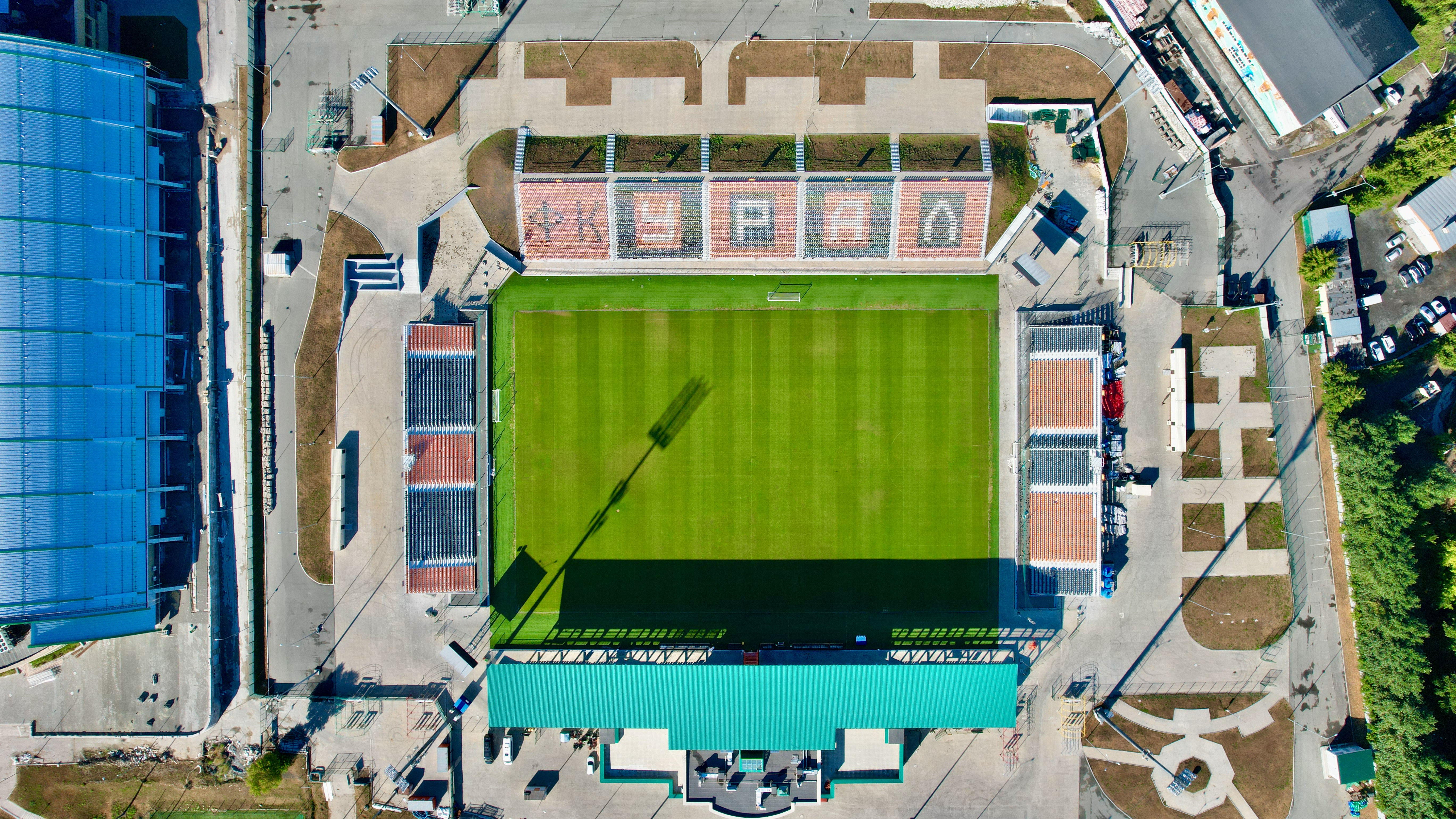
Вид с высоты

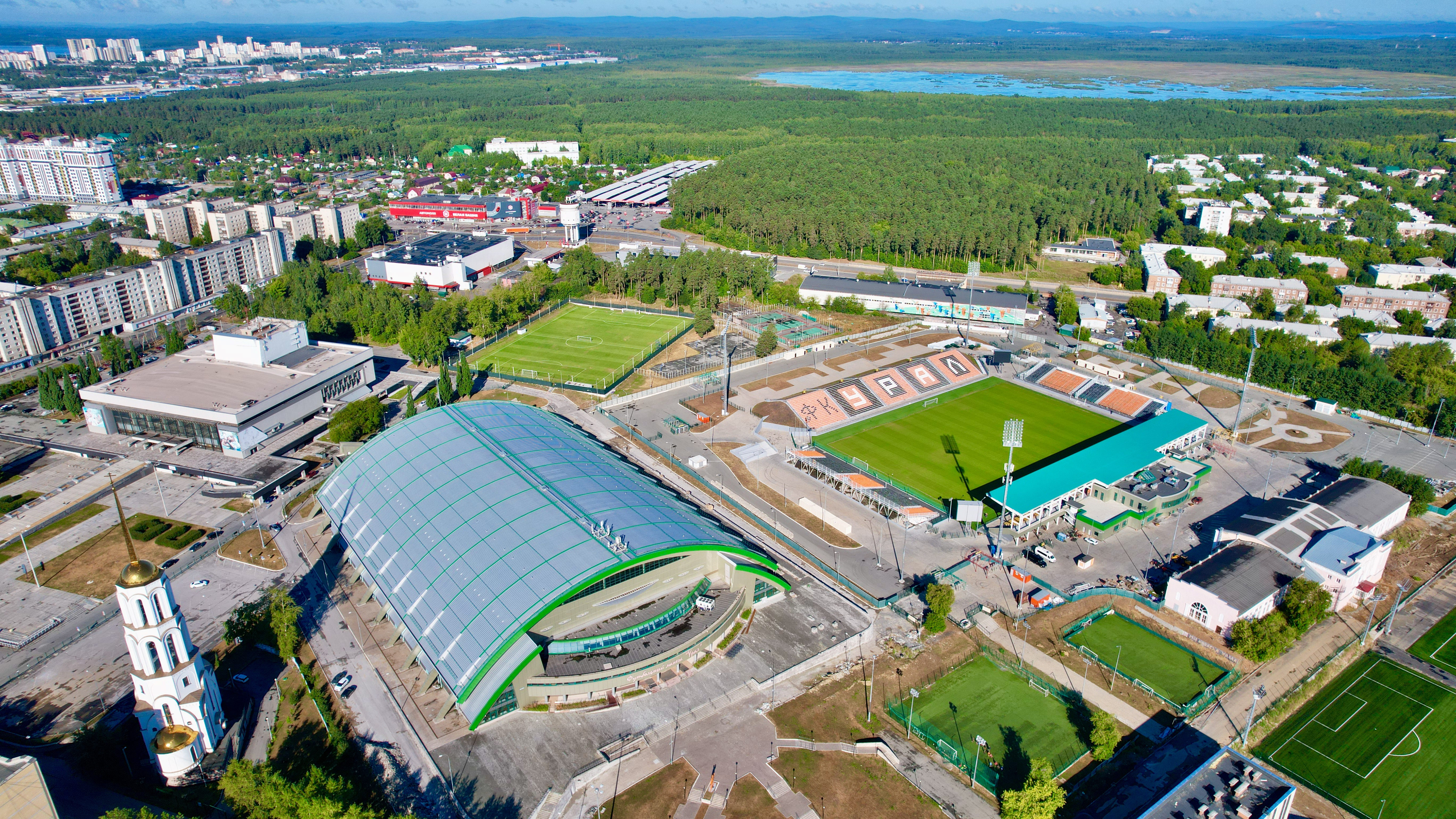
Вид с высоты на манеж и стадион

«Уралма́ш» — футбольный стадион в Екатеринбурге вместимостью 10 000 человек. Тренировочная база главной команды футбольного клуба «Урал», а также место проведения домашних матчей этой команды на время реконструкции Центрального стадиона к чемпионату мира по футболу 2018. Первый готовый спортивный объект мундиаля, в рамках проведения которого арена использовалась для тренировок сборных, выступающих в Екатеринбурге.
Стадион является главной ареной спорткомплекса «Уралмаш», состоящего также из футбольного манежа, баскетбольных, футбольных, волейбольных площадок, бассейна, малого футбольного поля, большого легкоатлетического комплекса и лыжной базы. Кроме того, данный спорткомплекс входит в инфраструктуру Уральской футбольной академии, созданной для обучения и воспитания молодых футболистов.
Построен в 1934 году для спортивных мероприятий рабочих Уралмашзавода и жителей микрорайона Уралмаш. Являлся домашней ареной для футбольной команды Уралмашзавода (ныне — ФК «Урал») до её переезда на Центральный стадион в 1960-х годах.

## Название
С момента открытия арена носила название «Стадион Уралмашзавода». В дальнейшем площадка меняла название вместе со сменой имени футбольной команды завода: с 1937 по 1960 годы — стадион «Авангард», с 1960 года — стадион «Уралмаш». После реконструкции в 2014—2015 годах «Уралмаш» должен был получить название «Стадион Академии футбола». Но летом 2015 года во время окончания реконструкции было принято решение о продаже коммерческого названия. По сообщениям СМИ «Урал» оценил сумму сделки в 25 млн рублей. 22 июля 2015 года на сайте РФПЛ появилось новое название стадиона — «СКБ-Банк Арена». Официально о сделке с «СКБ-банком» было объявлено 24 июля 2015 года. Соглашение было рассчитано на 2,5 года, в ноябре 2018 года было продлено ещё на 1 год. После истечения контракта с СКБ-банком стадиону возвращено историческое название «Уралмаш».

## История

### Советский период

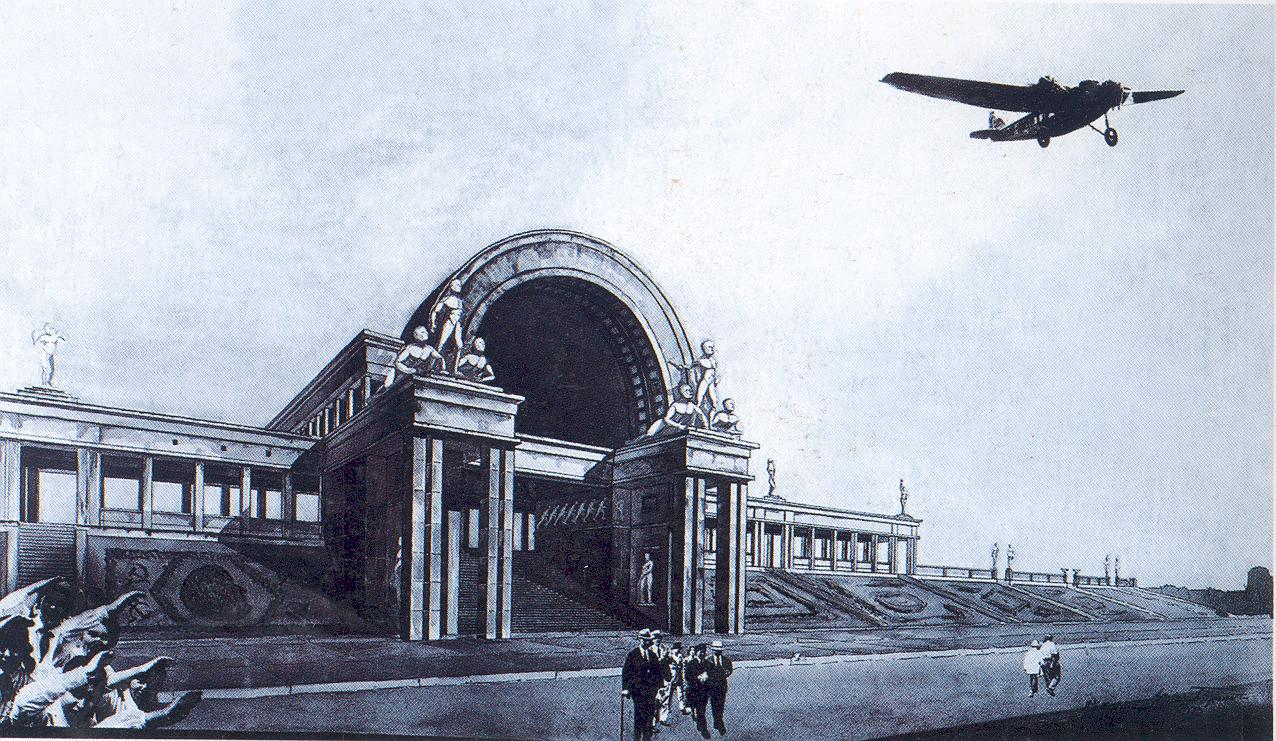
Изначальный проект стадиона, представленный Оранским в 1934 году

История строительства стадиона неразрывно связана с историей Уралмашевского завода и всего микрорайона Уралмаш. Ещё с начала 30-х годов вокруг будущего завода-гиганта кипела спортивная жизнь строителей и рабочих. С 1932 года стали проводиться первые организованные спортивные мероприятия по волейболу, футболу, лёгкой атлетике. Изначально состязания проводились вблизи производственных цехов завода, но вскоре для этих целей силами Уралмашстроя была построена небольшая площадка (ныне — часть ДЮСШ № 19 «Детский стадион»), которую так и называли: «Стадион Уралмашстроя». Стадион стал первым спортивным сооружением молодого района. Летом 1932 года площадка принимала некоторые соревнования Урало-Кузбасской спартакиады — крупнейшего спортивного мероприятия, проведённого в Свердловске в годы первых пятилеток.
С расширением завода и района трудящимся требовалась более современная спортивная база. В 1934 году руководство завода выделяет 150 тысяч рублей на строительство нового стадиона. Проект стадиона и павильона разработан архитектором Петром Оранским — автором многих объектов Уралмаша. При этом изначальный проект автора отклонили, так как он был признан «излишне помпезным». К стройплощадке протянули железнодорожную ветку, по которой начали возить грунт из котлованов строящихся цехов, затем и отходы металлургического производства. Из этих материалов строители насыпали валы для будущих трибун. Закончилось строительство в мае 1934 года. На момент запуска в эксплуатацию стадион Уралмашзавода на 18 000 посадочных мест являлся четвёртым по величине во всём СССР, а павильон стадиона поражал современников своей красотой и убранством.

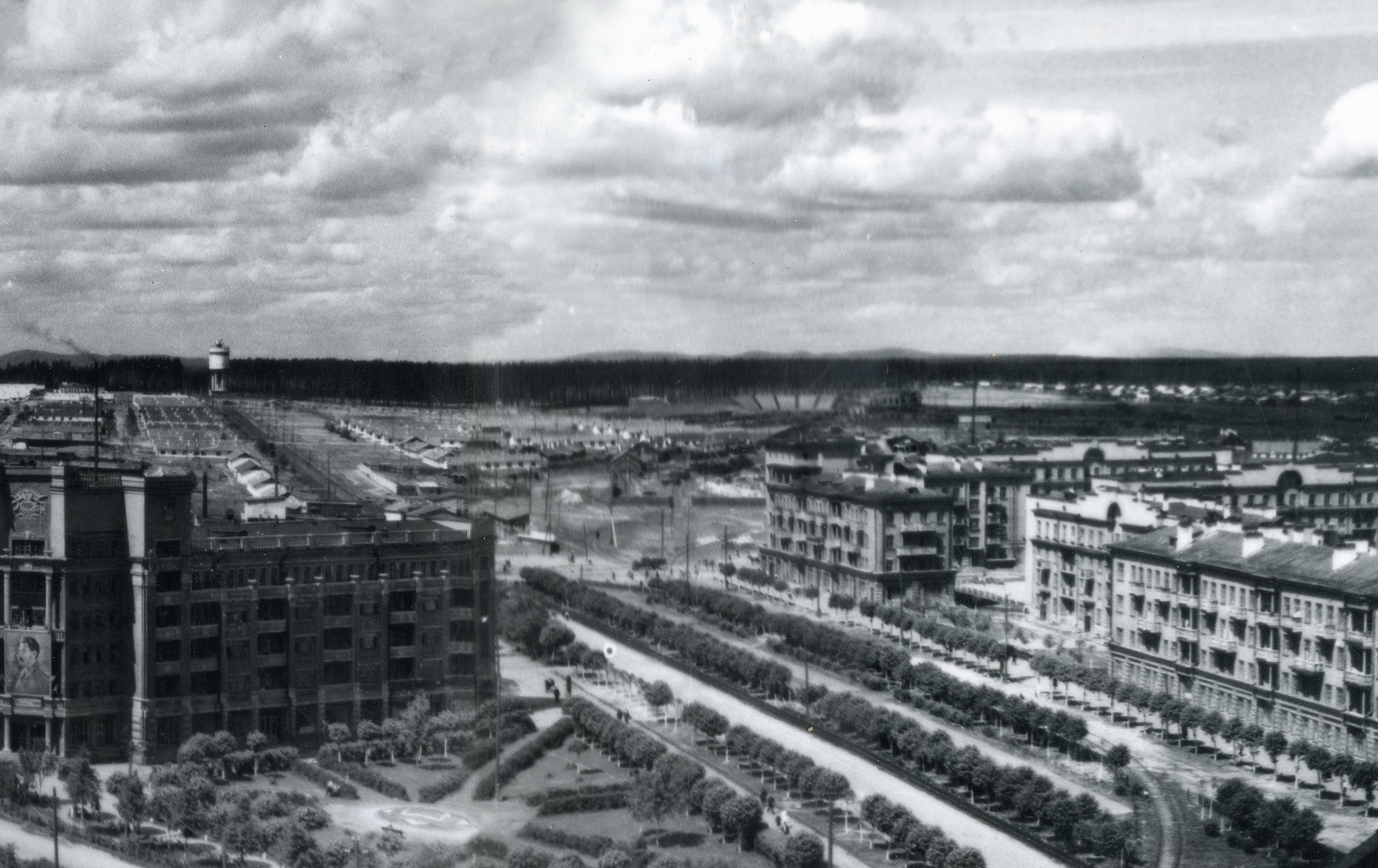
Панорама соцгородка Уралмаш (на дальнем плане видны строящийся стадион и Белая башня Уралмашзавода), на переднем плане - гостиница «Мадрид» на улице Машиностроителей

20 мая в одной из районных газет была напечатана заметка: «Закончилась постройка летней физкультурной базы завода. Открытие 30 мая».
Торжественное открытие стадиона Уралмашзавода состоялось 30 мая 1934 года. В этот день состоялся самый настоящий праздник: жители района целыми семьями отправились на знаменательное событие. В то время жилья вокруг не было, арена была окружена густым лесом. Чтобы не заблудиться, люди ориентировались на Белую башню завода. После митинга, речей директора завода Владимирова и секретаря парткома Авербаха состоялись показательные выступления легкоатлетов, футболистов, велосипедистов и представителей других видов спорта. В конце церемонии прошёл товарищеский матч между командами инструментального и модельного цехов, который завершился со счётом 5:2.

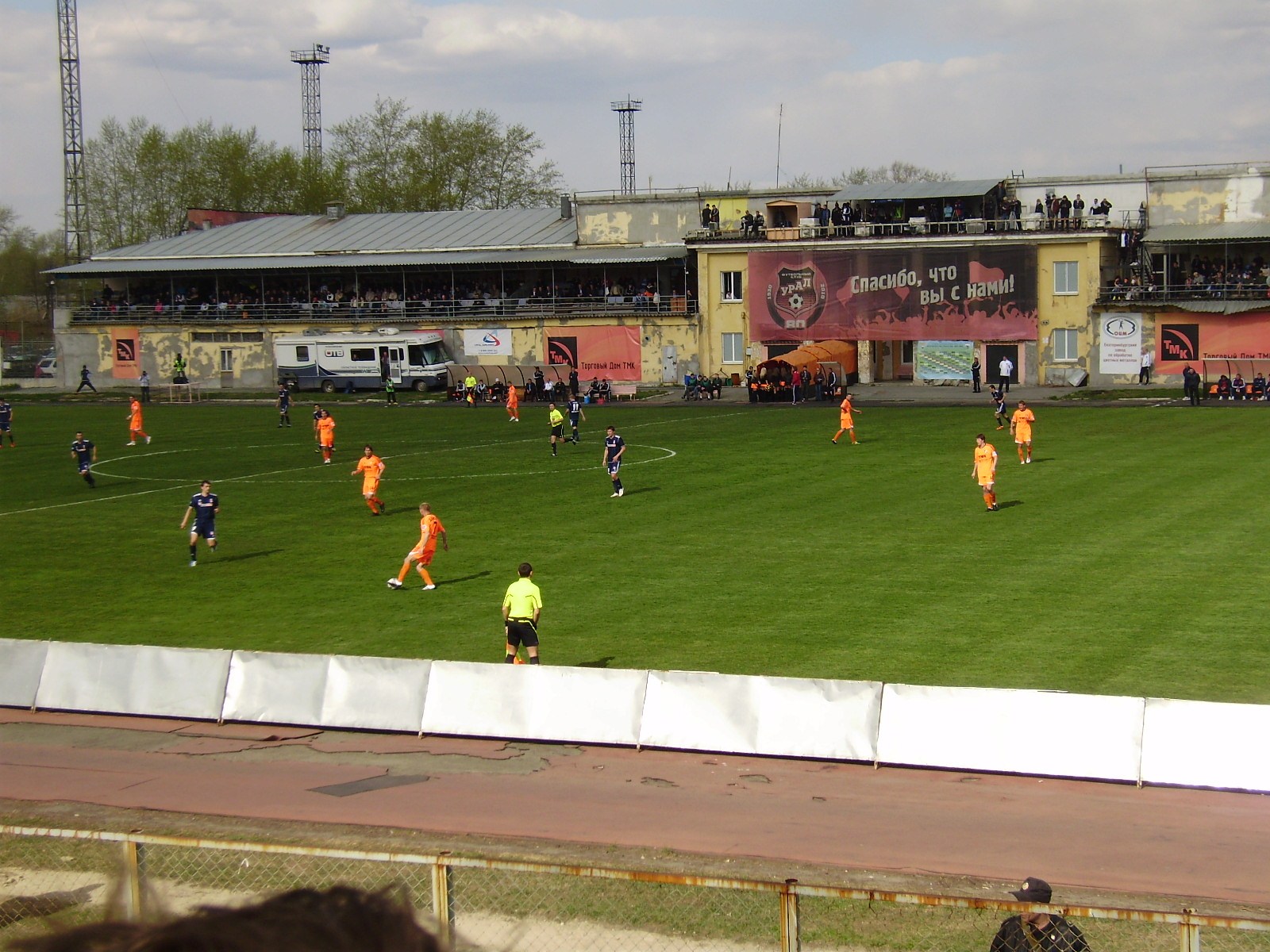
Административное здание стадиона, построенное «вместо» четвёртой трибуны, 2011 год

Арена была окружена трибунами с трёх сторон, сооружённых на высоких дугообразных земляных валах. С четвёртой же стороны вместо трибуны было сооружено административное здание, включавшее в себя спортивные залы, раздевалки и помещения для администрации.
На стадионе постоянно начинают проходить массовые спортивные и культурные мероприятия. 24—30 августа проходит первая летняя общезаводская спартакиада, осенью проводятся товарищеские футбольные матчи с командами из Оренбурга и Ленинградского института физической культуры им. П. Ф. Лесгафта, в начале 1935 года проходит зимняя общезаводская спартакиада.
Важным событием в жизни всей Свердловской области стал большой осенний праздник на стадионе Уралмашзавода 25 сентября 1935 года. В соревнованиях приняли участие братья Серафим и Георгий Знаменские, а также делегация французских легкоатлетов во главе с известным бегуном на средние дистанции, серебряным призёром Олимпийских игр 1928 года Жюлем Лядумегом.
В это же время свои матчи на стадионе начинает проводить молодая команда Уралмашзавода (будущий ФК «Уралмаш», ныне — ФК «Урал», Екатеринбург). Выступления клуба проходили на уралмашевском стадионе вплоть до 60-х годов, когда большинство футбольных матчей свердловских команд стало проводиться на Центральном стадионе.
В конце 1968 года рядом со стадионом начинается строительство крупнейшего в городе легкоатлетического манежа. Торжественное открытие прошло 10 мая 1973 года.

### Российский период
В 1993 году в связи с тяжёлой экономической ситуацией ликвидируется спортивный клуб завода «Уралмаш», благодаря которому в своё время и был построен весь спорткомплекс, включая стадион. В период с начала 60-х по начало 90-х годов ФК «Уралмаш» выступал на родном стадионе лишь несколько раз, проводя большинство своих матчей на Центральном стадионе. В российский период истории команда стала чаще выступать на «Уралмаше»: начиная с 1993 года ежегодно проводилось в среднем по 3-5 официальных матчей, включая несколько туров Высшей лиги России.

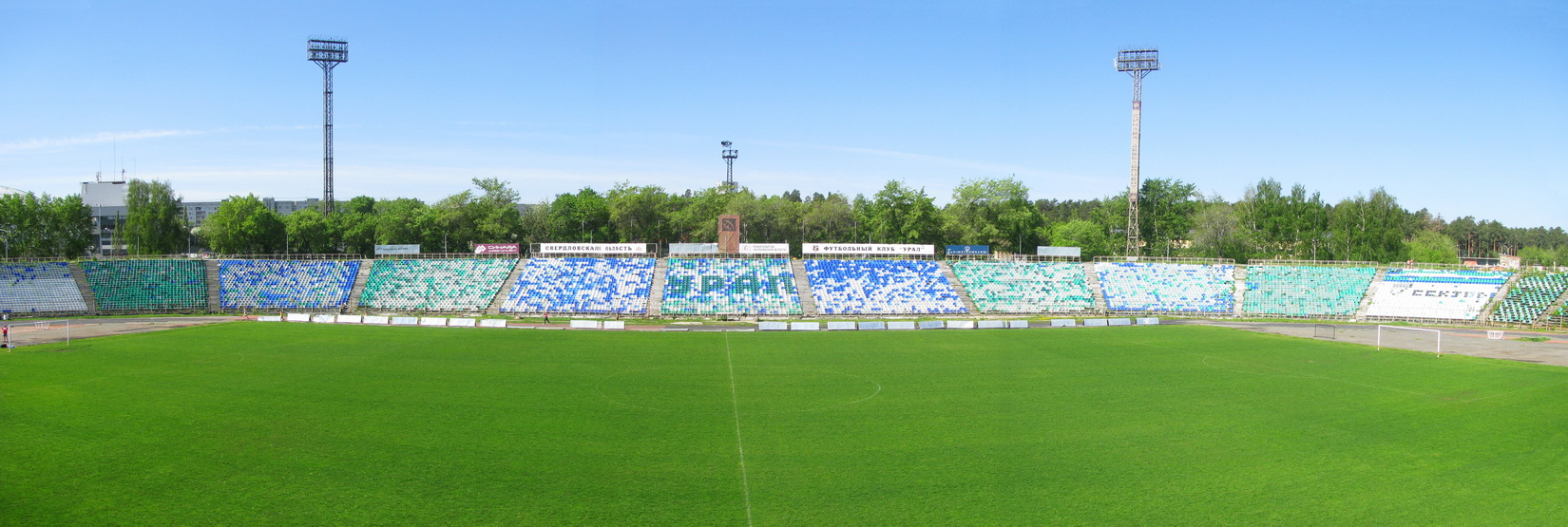
Стадион «Уралмаш» после реконструкции 2003 года

Начиная с сезона 2001 ФК «Уралмаш» вновь «переезжает» на родную арену. Выступления продолжаются вплоть до реконструкции 2003 года, в ходе которой были установлены пластиковые сидения на трибунах и подогрев поля. Административное здание, беговые дорожки и лестничные марши отремонтированы не были. Позже, к 2014 году, техническая экспертиза установила, что трибуны стадиона находились в аварийном состоянии, а здание администрации — в состоянии, ограниченно годном к эксплуатации.
После реконструкции стадиона выступления «Урала» продолжились здесь на постоянной основе. Футбольный клуб провёл на «Уралмаше» несколько сезонов подряд, пока велась реконструкция стадиона «Центральный». Торжественная церемония официального открытия Центрального стадиона состоялась 19 августа 2011 года, в день игры 22-го тура первенства ФНЛ «Урал» — «Химки». Начиная с этого момента, футбольный клуб вновь «переезжает» на «Центральный».
Последний раз «Урал» проводил официальный матч на старом «Уралмаше» 3 мая 2012 года — место проведения встречи против новосибирской «Сибири» было перенесено в связи с подготовкой к финалу кубка России по футболу между московским «Динамо» и казанским «Рубином», который проходил на Центральном стадионе 9 мая.

#### Реконструкция 2014—2015
В 2014 году началась реконструкция стадиона в рамках подготовки к чемпионату мира по футболу 2018, срок окончания был назначен на осень 2015 года. 18 июля во время инспекции губернатора Евгения Куйвашева и заместителя председателя правительства Свердловской области Валентина Грипаса был обозначен более точный срок работ: арена должна быть готова не позднее 15 мая 2015 года. В апреле 2015 года было сообщено, что «Уралмаш» готов на 80 %, после чего сроки сдачи объекта передвинули на июнь.
Масштабная реконструкция обошлась по разным оценкам в 570—594 млн. рублей: 489—500 миллионов было выделено региональным бюджетом, ещё 85—94 — федеральным.

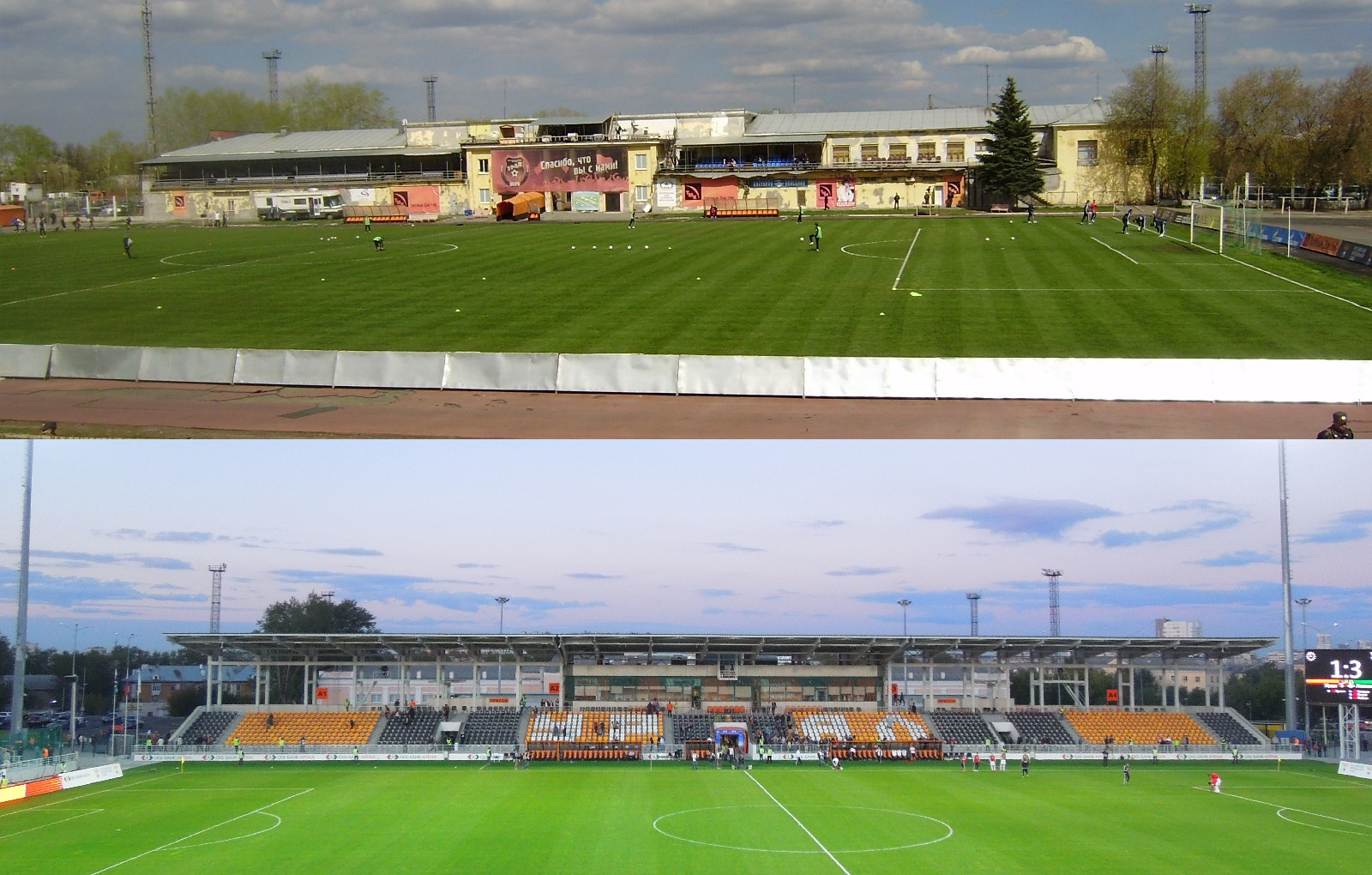
Трибуна «A» на месте бывшего административного здания после реконструкции 2014—2015

В рамках реконструкции планировалось демонтировать старое аварийное здание администрации и установить на его месте четвёртую крытую трибуну, а также построить новую администрацию за площадью трибун. Кроме того, боковые трибуны больше не будут располагаться на земляном валу, устроенном ещё в 1930-х, а будут построены по современным технологиям и на металлических сборно-разборных конструкциях. Трибуны будут окрашены в чёрно-оранжевые цвета «Урала». Некоторое оборудование было перевезено с Центрального стадиона, в частности, пропускная система доступа зрителей и табло, которое разделили на две части. Помимо стадиона в планах числится создание ещё трёх тренировочных полей (одного с натуральным покрытием, двух с искусственным), а также гостиницы на сто мест и общежития на 450 мест. После окончания чемпионата мира спорткомплекс должен стать полноценной Уральской футбольной академией для обучения и воспитания молодых футболистов, а также одной из тренировочных баз футбольного клуба «Урал».

— Темпы строительства предельно сжаты, так как Центральный стадион закрыт на реконструкцию. Однако мы надеемся, что уже в июле 2015 года ФК «Урал» начнёт здесь свои игры. После проведения чемпионата мира в 2018 году поле стадиона «Уралмаш» станет наследием для юных футболистов «Урала», а также тренировочной площадкой для основного состава команды.— Евгений Нохрин, директор Уральской футбольной академии
Региональные власти особо подчёркивали, что в рамках программы импортозамещения в ходе реконструкции были использованы отечественные материалы и оборудование со стадиона «Центральный».

— Очень приятно, что в рамках импортозамещения мы используем здесь спортивное оборудование, демонтированное с Центрального стадиона. Так, на «Уралмаш» перевезены пропускная система доступа зрителей и табло, оно будет разделено на две части. «Уралмаш» станет вторым стадионом в России, где будут два экрана.— Леонид Рапопорт, министр физической культуры, спорта и молодёжной политики Свердловской области
В конце сезона 2014/2015 «Уралу», две арены которого оказались на реконструкции, пришлось искать новый стадион для проведения оставшихся домашних матчей (в том числе и стыковых матчей за право остаться в Премьер-лиге). Первые два домашних матча были проведены в футбольном манеже «Урал», оставшиеся — на стадионе «Геолог» в Тюмени.
В июне 2015 года в Ростове-на-Дону состоялось заседание координационного совета по подготовке к проведению мундиаля под председательством Игоря Шувалова. По итогам заседания было объявлено, что реконструируемый стадион «Уралмаш» станет первым готовым спортивным объектом к будущему чемпионату мира, в рамках которого арена будет использоваться для тренировок сборных, выступающих в Екатеринбурге.
После реконструкции стадион должен был получить название «Стадион Академии футбола». Но к моменту окончания строительных работ было принято решение о продаже коммерческого названия. По сообщениям СМИ «Урал» оценил сумму сделки в 25 млн рублей. 22 июля 2015 года на сайте РФПЛ появилось новое название стадиона — «СКБ-Банк Арена». Официальная церемония подписания соглашения с «СКБ-банком» прошла 24 июля 2015 года в конференц-зале нового стадиона между президентом ФК «Урал» Григорием Ивановым и председателем правления ОАО «СКБ-банк» Денисом Репниковым. Соглашение рассчитано на 2,5 года.

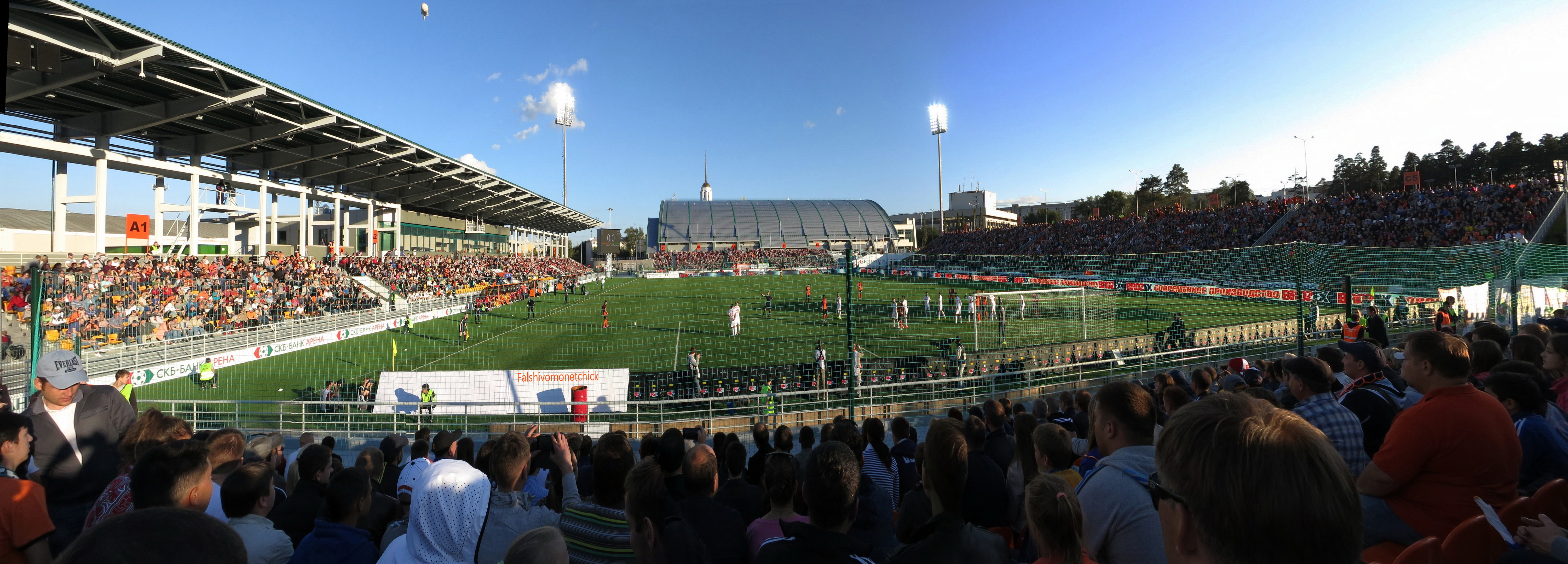
Трибуны «СКБ-Банк Арены» во время матча «Урал» — «Локомотив» (Москва), 8 августа 2015

Арена была открыта 26 июля 2015 года матчем «Урал» — «Зенит» (Санкт-Петербург), в котором хозяева уступили петербуржцам со счётом 1:4. Перед началом поединка прошла официальная церемония открытия стадиона с участием президента РФПЛ Сергея Прядкина, исполнительного директора Премьер-лиги Сергея Чебана и губернатора Евгения Куйвашева. В ходе церемонии прошло традиционное вручение символического ключа от арены, который губернатор передал игроку молодёжного состава «Урала» Александру Щербакову. Первый матч на новом стадионе был омрачён рядом проблем, связанных с массовой скупкой билетов спекулянтами, а также с плохо организованной пропускной системой (полностью стадион заполнился только через 15 минут после начала поединка). На следующий день руководство «Урала» принесло официальные извинения болельщикам.
В августе группа инициативных болельщиков «Урала» разместила петицию на онлайн-платформе Change.org с просьбой к губернатору о строительстве навеса над всеми трибунами новой арены. По словам инициаторов, «как показывает практика, многие матчи нашей любимой команды проходят в непростых погодных условиях — в дождь или в снег, поэтому мы опасаемся, что некоторым зрителям будет некомфортно болеть за „Урал“ на тех трибунах стадиона, где отсутствует козырёк». На момент закрытия под петицией подписались 132 человека.
1 сентября того же года СМИ сообщили о планах постройки навесов над всеми трибунами стадиона. Распоряжение о строительстве губернатор передал своему вице-премьеру Валентину Грипасу. Куйвашев поставил задачу: полностью закрыть крышей все трибуны стадиона к 2016 году. Однако, к концу года президент ФК «Урал» Григорий Иванов сообщил, что проводить строительные работы на стадионе запрещено до окончания чемпионата мира 2018, так как арена уже одобрена ФИФА в текущем виде в качестве одной из тренировочных баз к будущему мундиалю.
Весной 2016 года арена оказалась в центре судебного спора: застройщик объекта, ООО «ЭлинАльфа», подал иск о взыскании более 86 миллионов рублей с ГАУ Свердловской области «Уральская футбольная академия». Суть претензий сводилась к тому, что компания-застройщик потратила на работы по реконструкции около 657 млн рублей, хотя по контракту оговаривалась сумма в 590 миллионов (позже сниженная до 570,3). В удовлетворении иска было отказано Арбитражным судом Свердловской области. «ЭлинАльфа» в дальнейшем пытались оспорить данное решение, обращаясь с жалобой в Семнадцатый арбитражный апелляционный суд и Арбитражный суд Уральского округа, однако, решение осталось без изменений. Проиграв таким образом дело в трёх инстанциях, 3 апреля 2017 года подрядчик подал кассационную жалобу в Верховный суд РФ. В свою очередь, «Уральская футбольная академия» подала встречный иск к ООО «ЭлинАльфа» в Арбитражный суд Свердловской области на сумму более 23,2 млн рублей. Причиной данного иска послужила проверка Счётной палаты Свердловской области, в ходе которой выяснилось, что часть бюджетных средств была потрачена незаконно, а стоимость многих материалов оказалась завышенной.
В начале марта 2017 года «Уральская футбольная академия» опубликовала конкурс на покупку комплекса биометрической идентификации, с помощью которой при входе будет сканироваться лицо посетителя и проводиться сравнение с базой МВД и чёрным списком болельщиков «для предотвращения доступа на матчи лиц, нарушивших общественный порядок, посредством отказа в продаже билетов». Закупка и установка данной системы обойдётся в 17,9 миллиона рублей.

## Структура

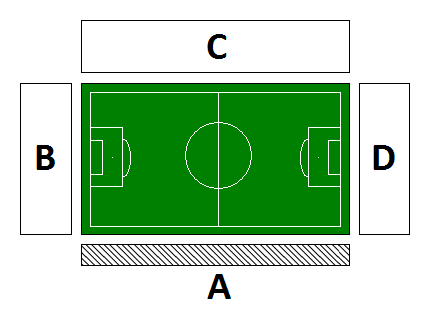
Схема расположения трибун «СКБ-Банк Арены» (штрихом обозначена крытая трибуна «A»)

С момента открытия и вплоть до реконструкции 2014—2015 годов стадион являлся универсальным (имелись беговые легкоатлетические дорожки). С трёх сторон арену «опоясывала» единая трибуна, расположенная на земляном валу, а с четвёртой стороны вместо трибуны находилось здание администрации.
После реконструкции стадион стал футбольным: были демонтированы беговые дорожки, старое здание администрации и единая трибуна. Начиная с 2015 года, футбольное поле арены окружено четырьмя трибунами, причём самая вместительная из них (трибуна «C») так и осталась на земляном валу, в то время как новые боковые трибуны «B» и «D» установлены на металлических сборно-разборных конструкциях. Каждая из трибун разделена ещё на пять секторов для удобного расположения и ориентирования зрителей.

### Трибуны
В феврале 2017 года руководство ФК «Урал» объявило о намерении назвать все трибуны стадиона именами выдающихся уральских футболистов и организовало голосование среди болельщиков для выбора кандидатов.
Трибуна «A» (трибуна Евгения Сесюнина)

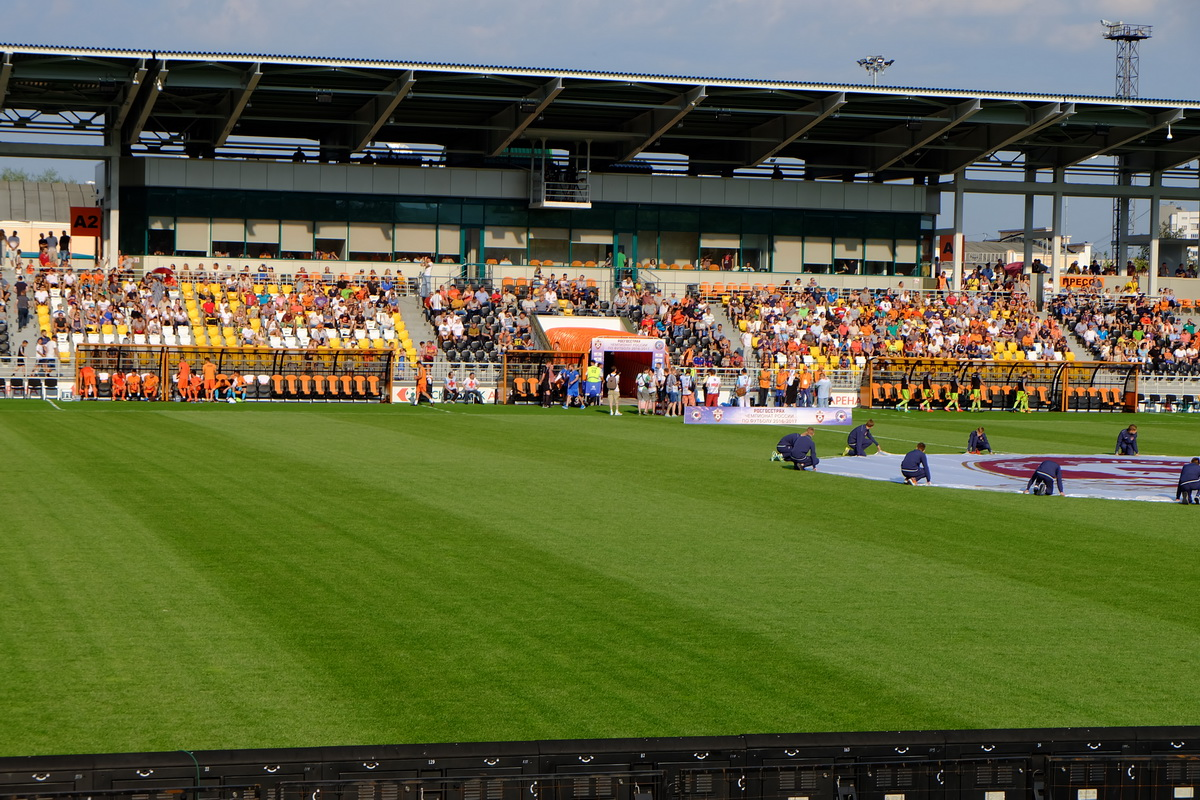
Сектора A2 и A3, над ними — VIP-ложа

Трибуна «A», обладающая единственным на стадионе навесом, является самой малой по вместимости (1576 человек). Трибуна совмещена с новым административно-бытовым корпусом, построенным в рамках реконструкции стадиона взамен снесённого, но «вынесенного» за пределы трибун. В структуру трибуны и административного корпуса входят раздевалки, разминочные и судейские комнаты, бытовые помещения. на верхних ярусах расположена остеклённая VIP-ложа, а также ложа прессы. Кроме того, на трибуне «A» располагается детский сектор. 11 июля названа в честь Евгения Сесюнина, выступавшего за свердловскую команду в 1962—1964 и в 1965—1971 годах.
Трибуна «B» (трибуна Сергея Гаврилова)
Трибуна «B», расположенная сбоку от футбольного поля, вмещает 2222 зрителей и построена на металлических сборно-разборных конструкциях. Сектора B4 и B5 занимают фанатские группировки «Урала», остальные же три заполняются рядовыми болельщиками. 26 февраля 2017 года было объявлено, что трибуна «B» впредь будет носить имя Сергея Гаврилова — одного из лучших бомбардиров команды в советский период.
Трибуна «C» (трибуна Геннадия Санникова)
Трибуна «C» является самой вместительной на стадионе (3990 человек) и располагается на земляном валу, устроенном в 1930-е, как и изначальная единая трибуна арены. На секторе C4 располагаются места для зрителей из организованных сообществ болельщиков футбольного клуба «Урал» — «Союза болельщиков Урала», а также объединения «Третий фронт». На трибуне имеются места для людей с ограниченным возможностями. С 7 августа 2017 года трибуна «C» носит имя Геннадия Санникова — рекордсмена «Уралмаша» по количеству проведённых матчей.
Трибуна «D» (трибуна Виктора Ерохина)

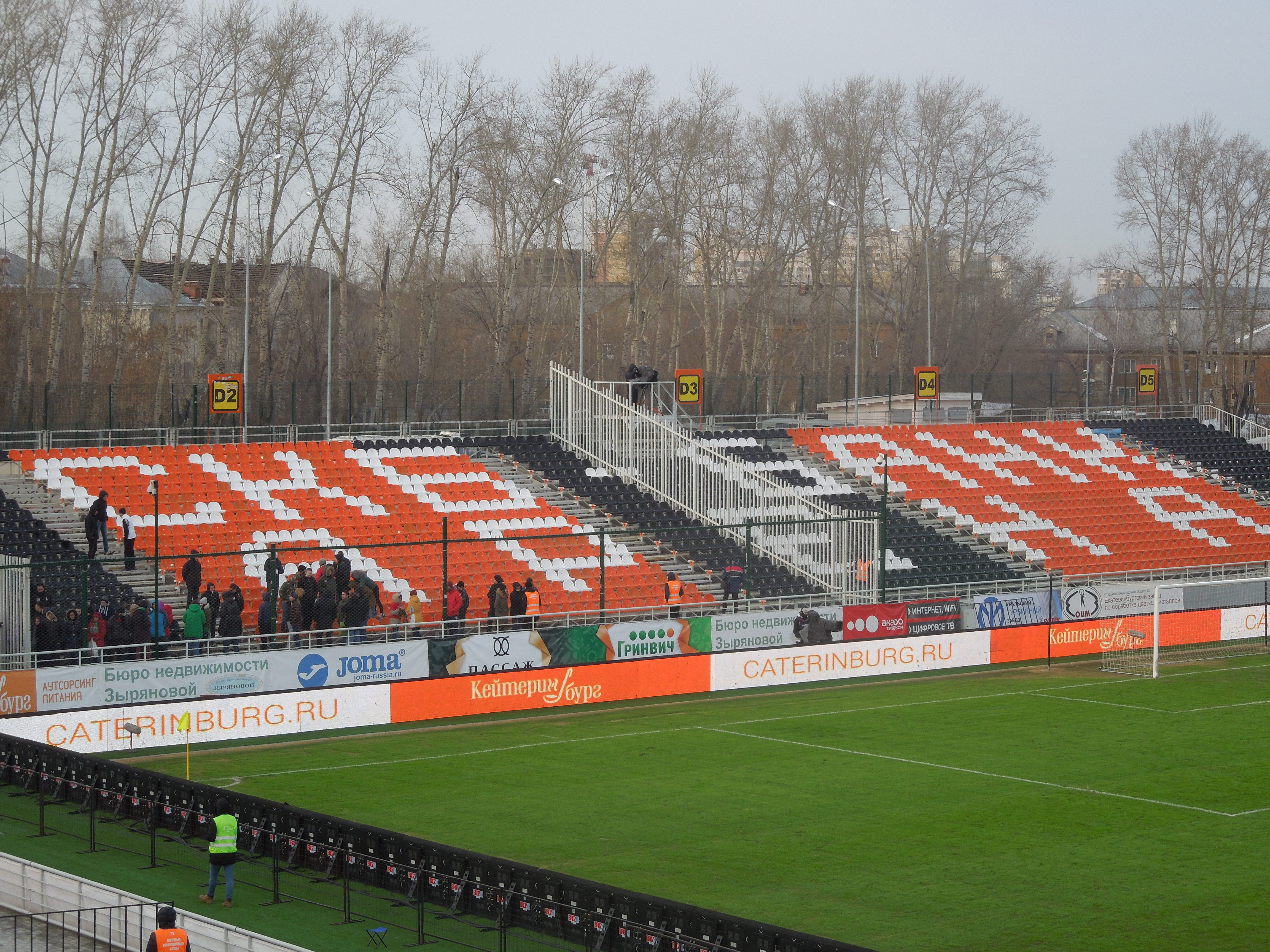
Трибуна «D», март 2017 (решётками отделены сектора для фанатов гостей)

Трибуна «D», повторяющая по структуре трибуну «B», также располагается сбоку от поля на металлических конструкциях и вмещает 2222 зрителей. Сектора D1 и D2 отданы под места для фанатов гостевой команды, при этом билеты на три оставшихся сектора находятся в свободной продаже для местных болельщиков. 3 июля названа в честь Виктора Ерохина — бывшего футболиста и тренера клуба.

### Футбольное поле
Размеры футбольного поля составляют примерно 105 м в длину и 68 м в ширину, плюс несколько метров за линией аута с каждой стороны. В рамках реконструкции к чемпионату мира 2018 поле из натурального травяного покрытия было оснащено современной системой подогрева и полива.

## Перспективы использования
После проведения чемпионата мира по футболу и возвращения «ФК Урал» на стадион «Центральный» арена будет передана «Уральской футбольной академии». Стадион станет частью большого комплекса академии с футбольным манежем, тренировочными полями, а также гостиницей и общежитием. Кроме того, планируется, что арена станет одной из тренировочных баз «Урала», а также основной площадкой для ФК «Урал-2».

## Расположение и транспорт
Стадион расположен по адресу: 620088, Россия, Свердловская область, г. Екатеринбург, ул. Фестивальная, 8. Добраться до арены можно следующими видами транспорта:
- автобусы: 41 — остановка «Донбасская», 80 — остановка «Бульвар Культуры»
- троллейбусы: 38 — остановка «Бульвар Культуры»
- трамваи: 8, 24 — остановка «Кировградская» и «Донбасская».
- метрополитен: ближайшие станции метро — «Уралмаш» (находится в 2,3 километрах от стадиона) и «Проспект Космонавтов» (в 2,4 км).

## Фотогалерея

До реконструкции
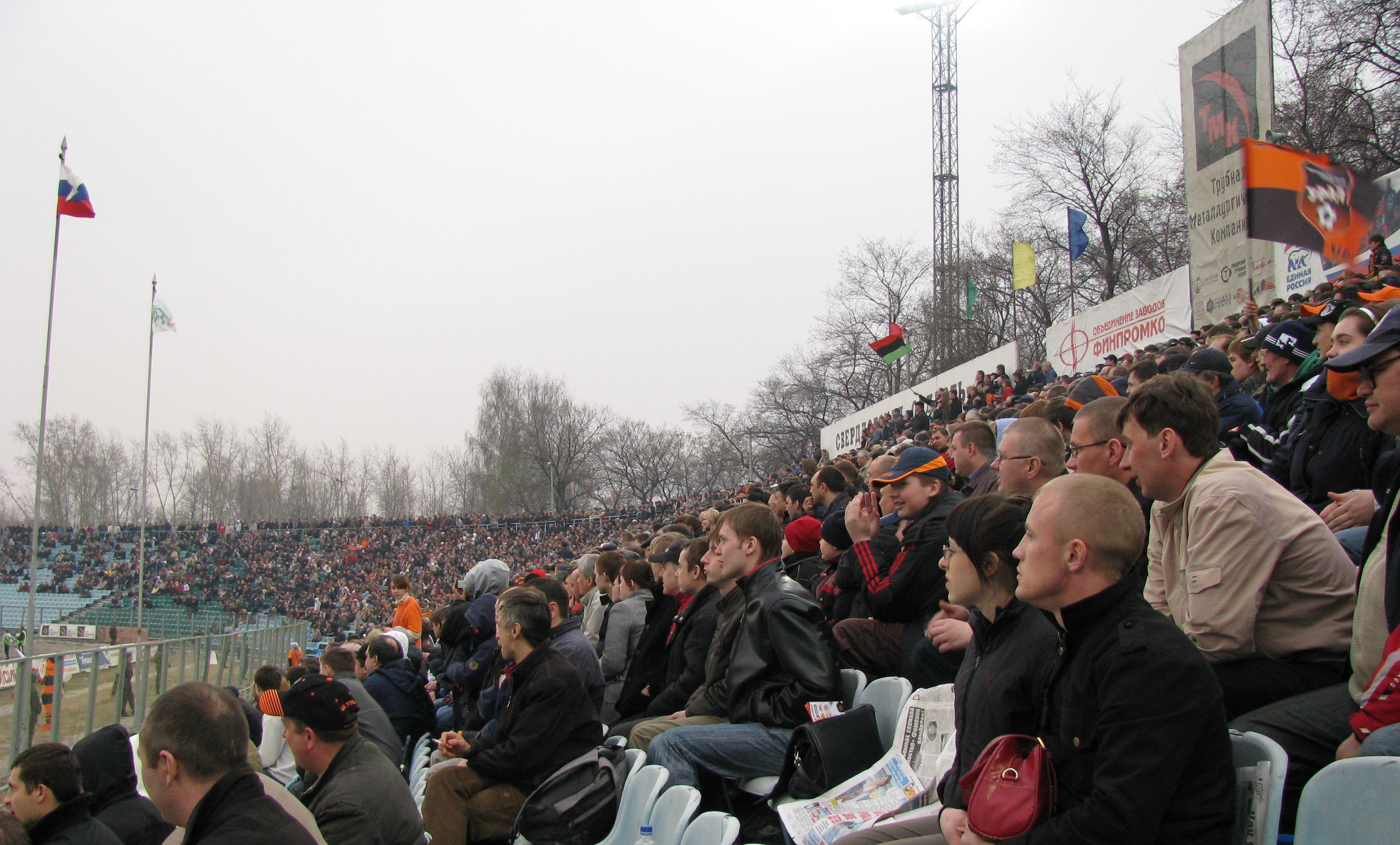
Трибуны стадиона «Уралмаш» во время матча «Урал» — «Ростов», 22 апреля 2008
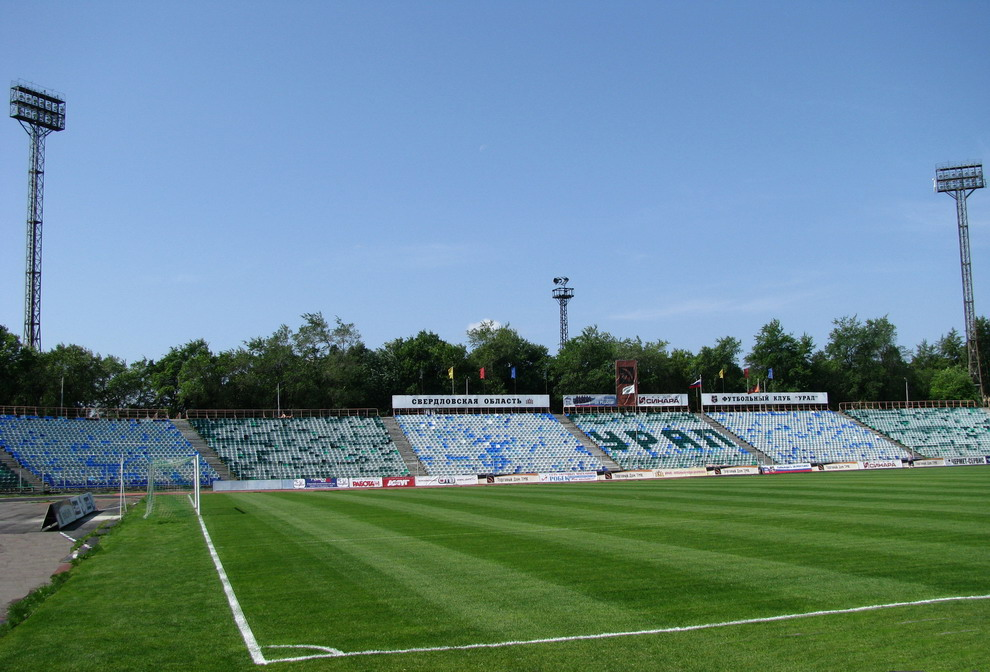
Стадион «Уралмаш» в 2009 году
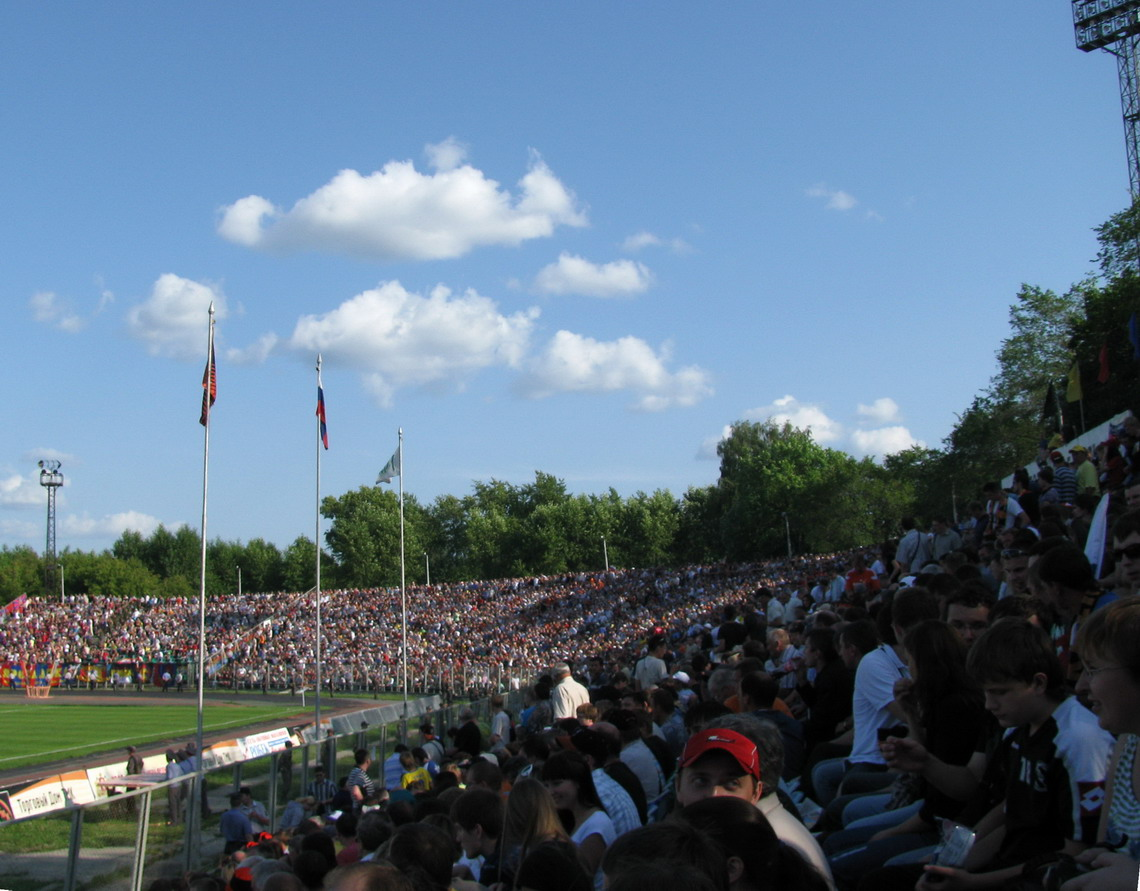
Трибуны стадиона во время матча «Урал» — ЦСКА, 15 июля 2009
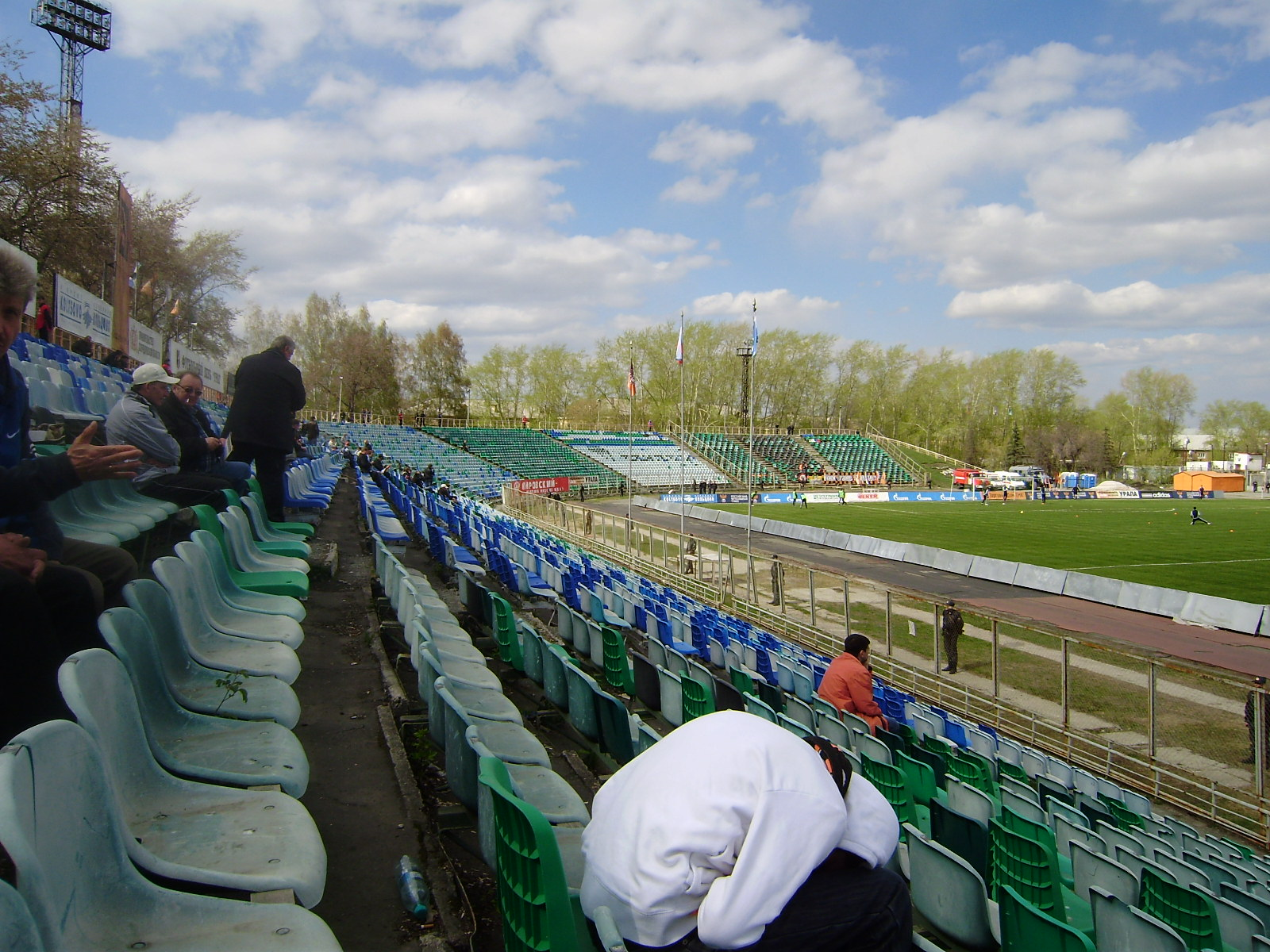
Трибуны стадиона перед матчем «Урал» — «Мордовия», 15 мая 2011
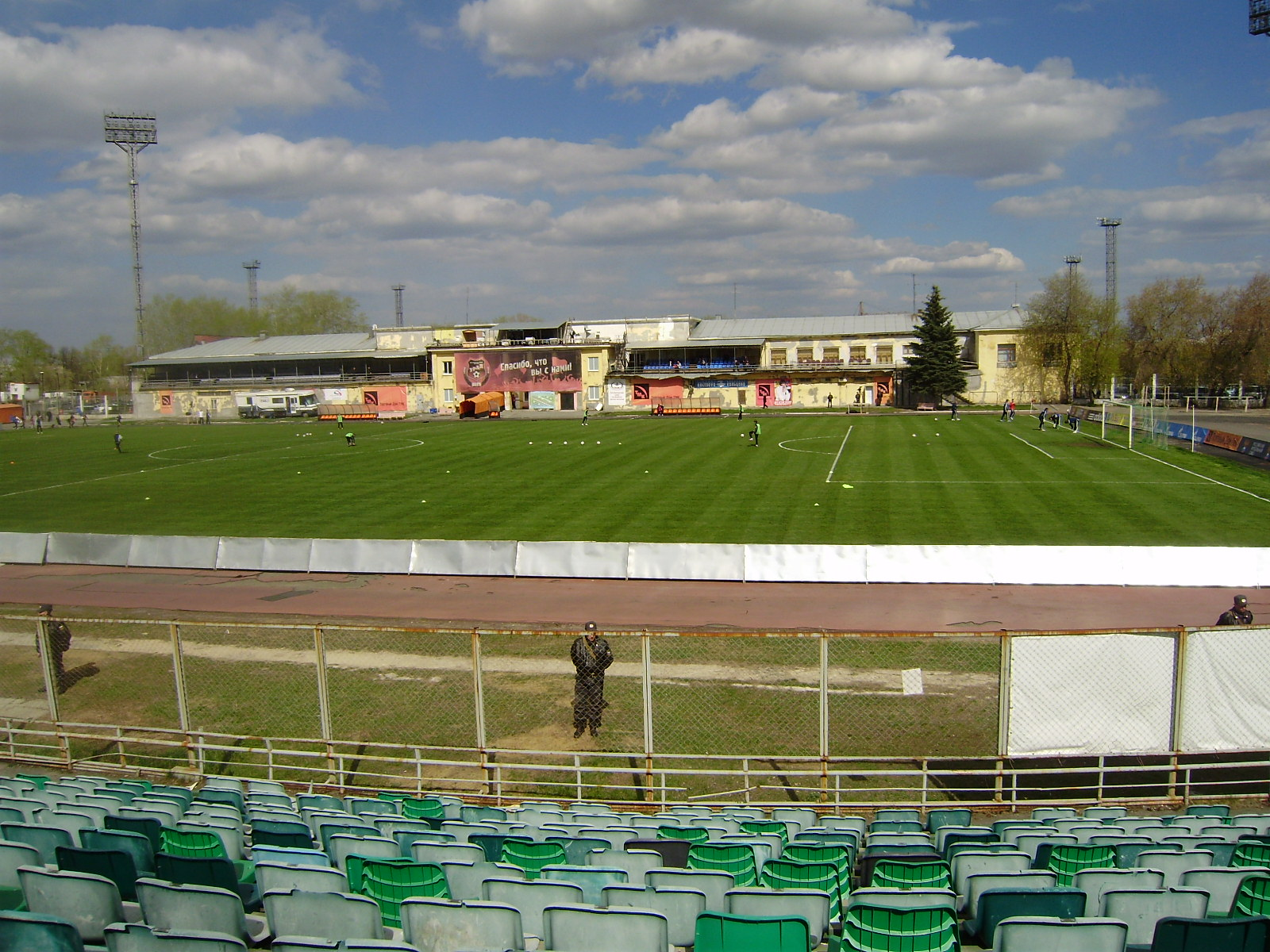
Административное здание на месте современной трибуны «A»,  15 мая 2011
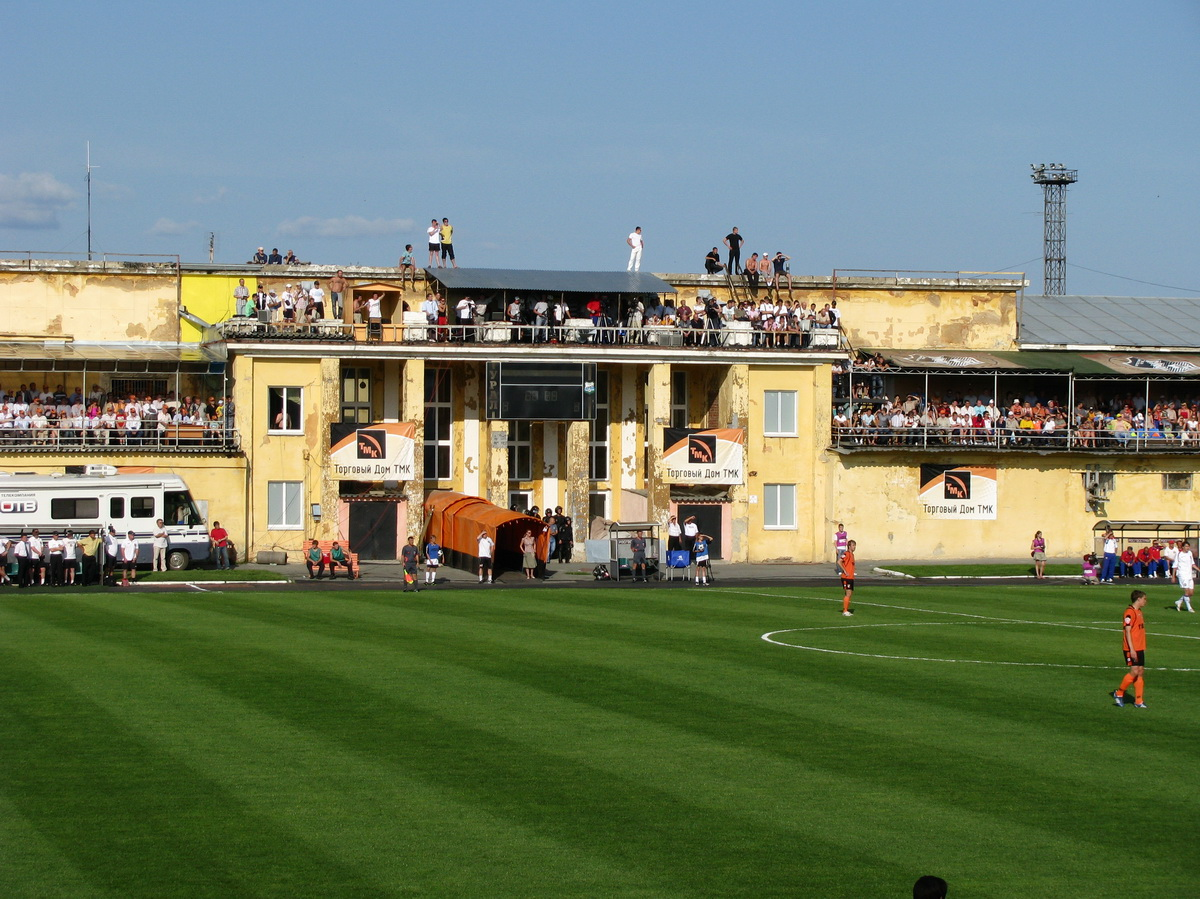
Зрители на административном здании во время матча «Урал» — ЦСКА, 15 июля 2009

После реконструкции 2014—2015 годов
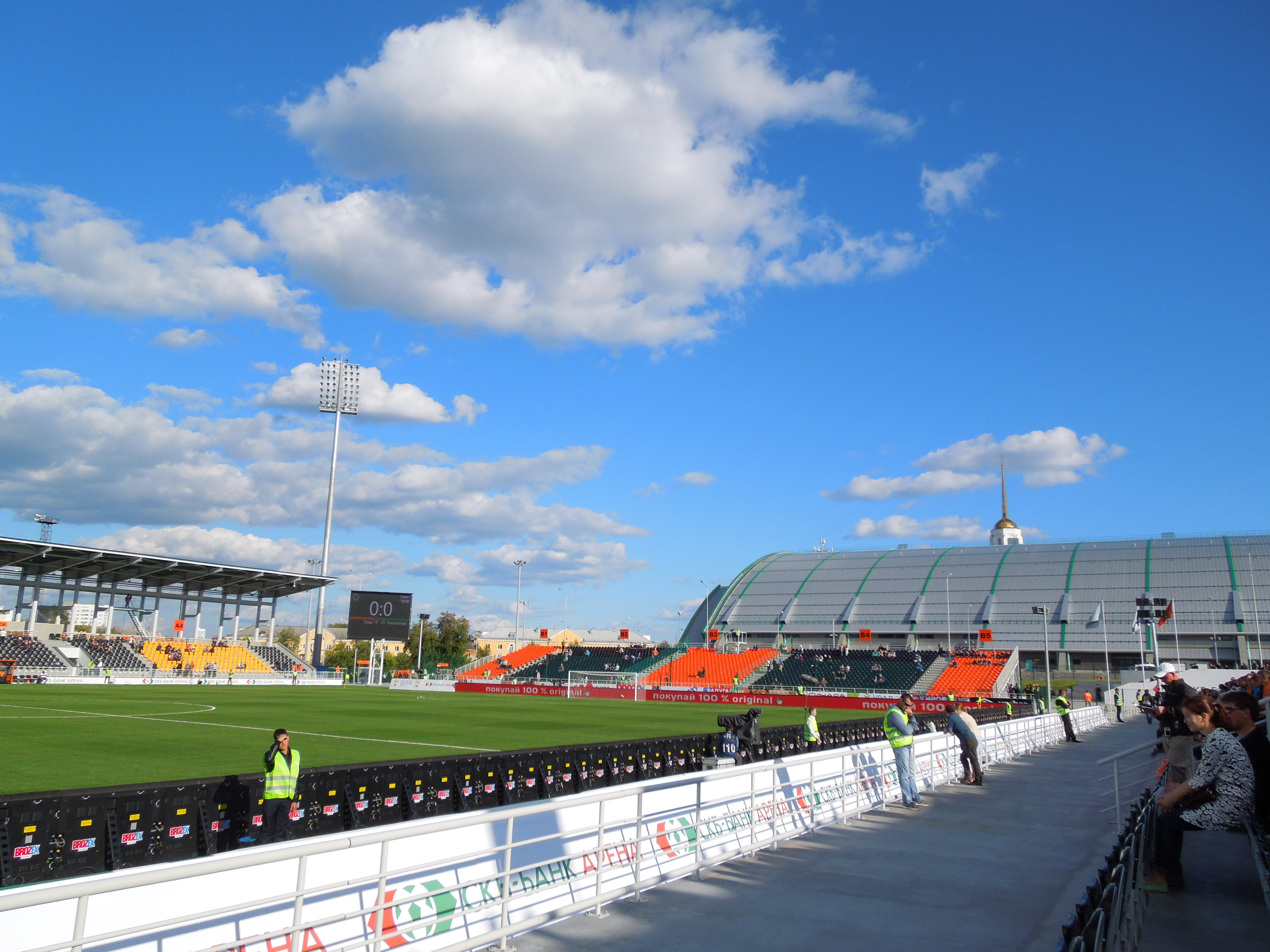
Вид на трибуну «B» и футбольный манеж «Урал», 2015 год
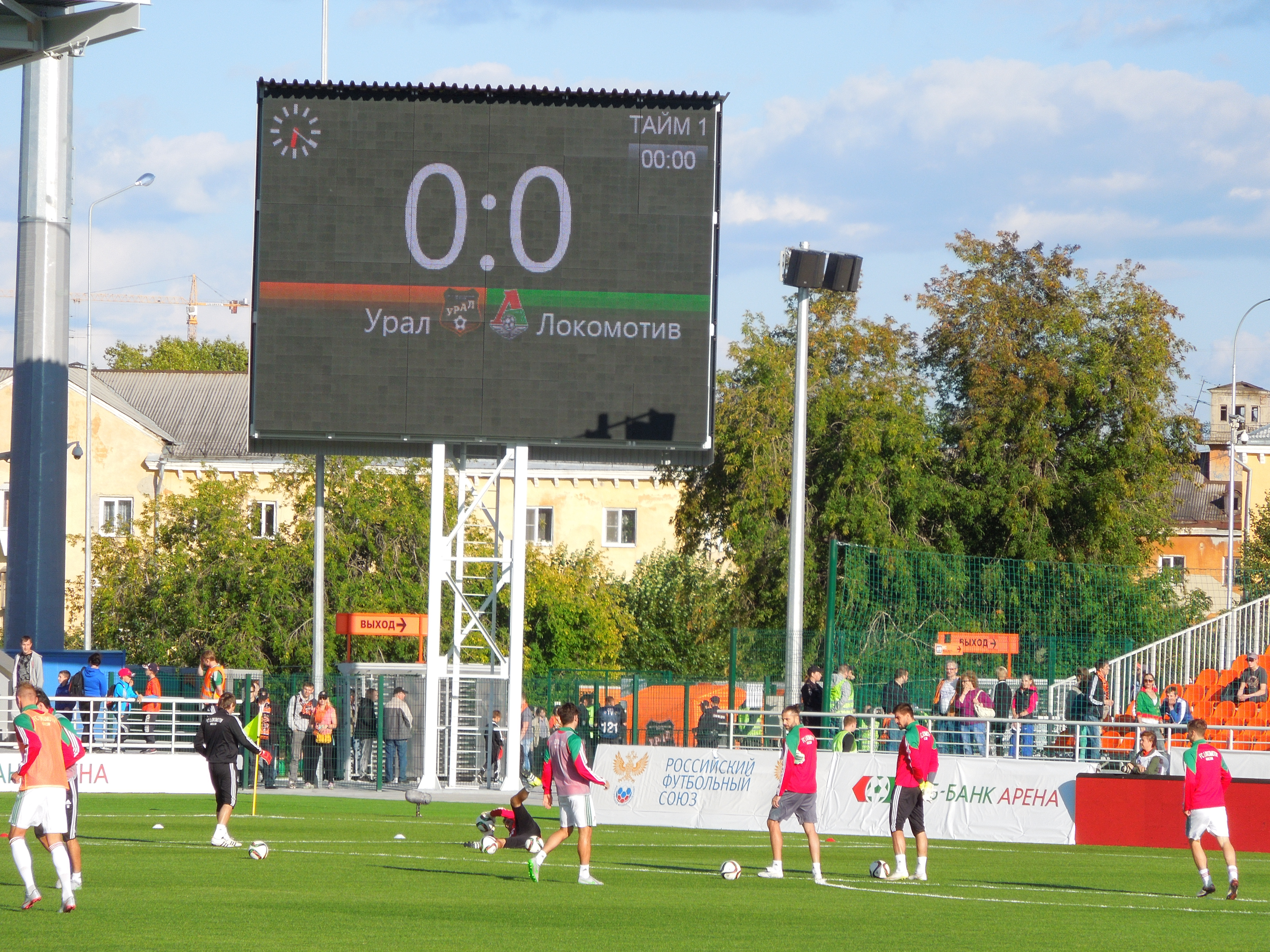
Мультимедийное табло,  «Урал» — «Локомотив» (Москва), 8 августа 2015
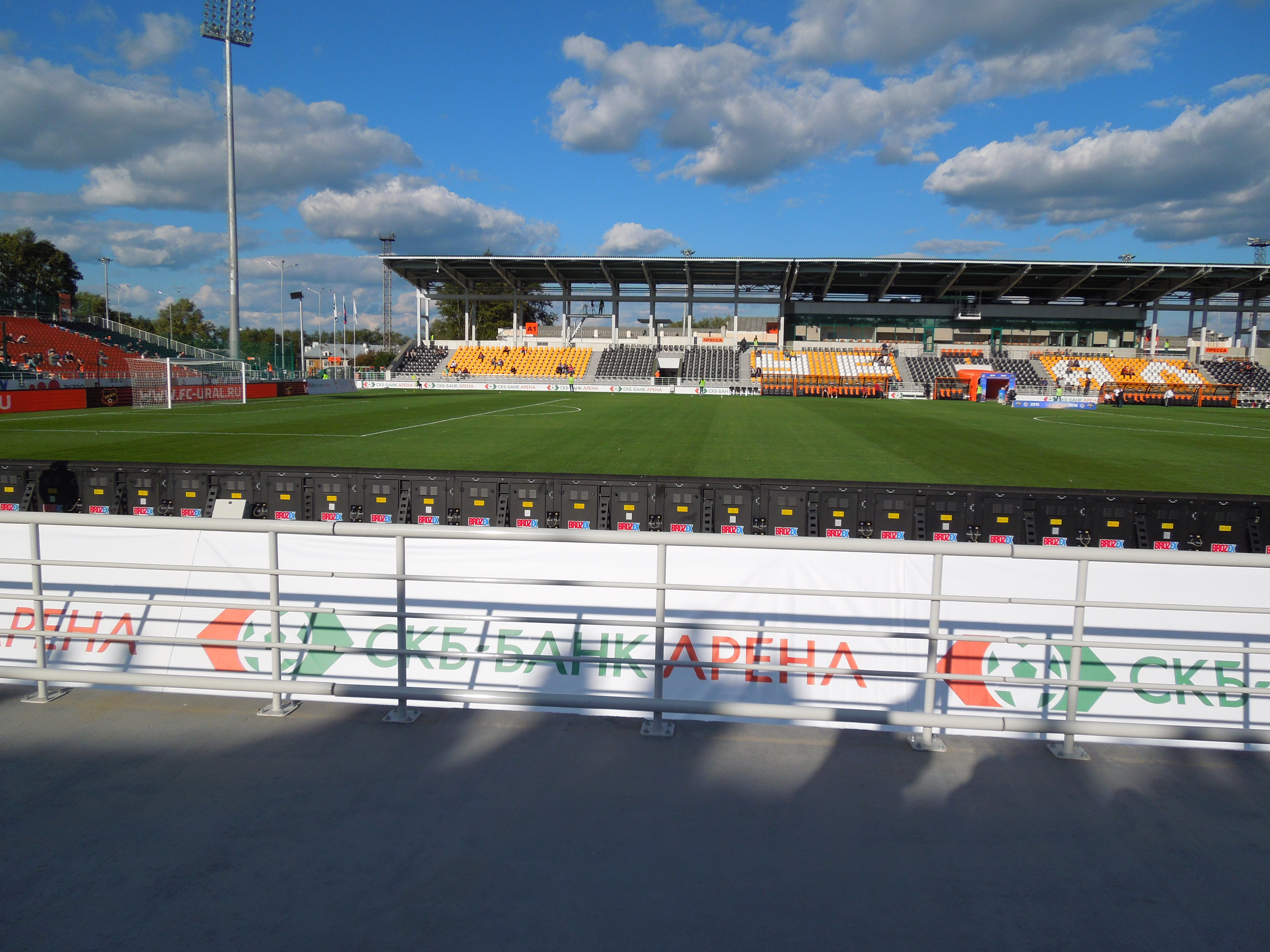
Вид на крытую трибуну «A» (на баннере виден логотип арены), 2015 год
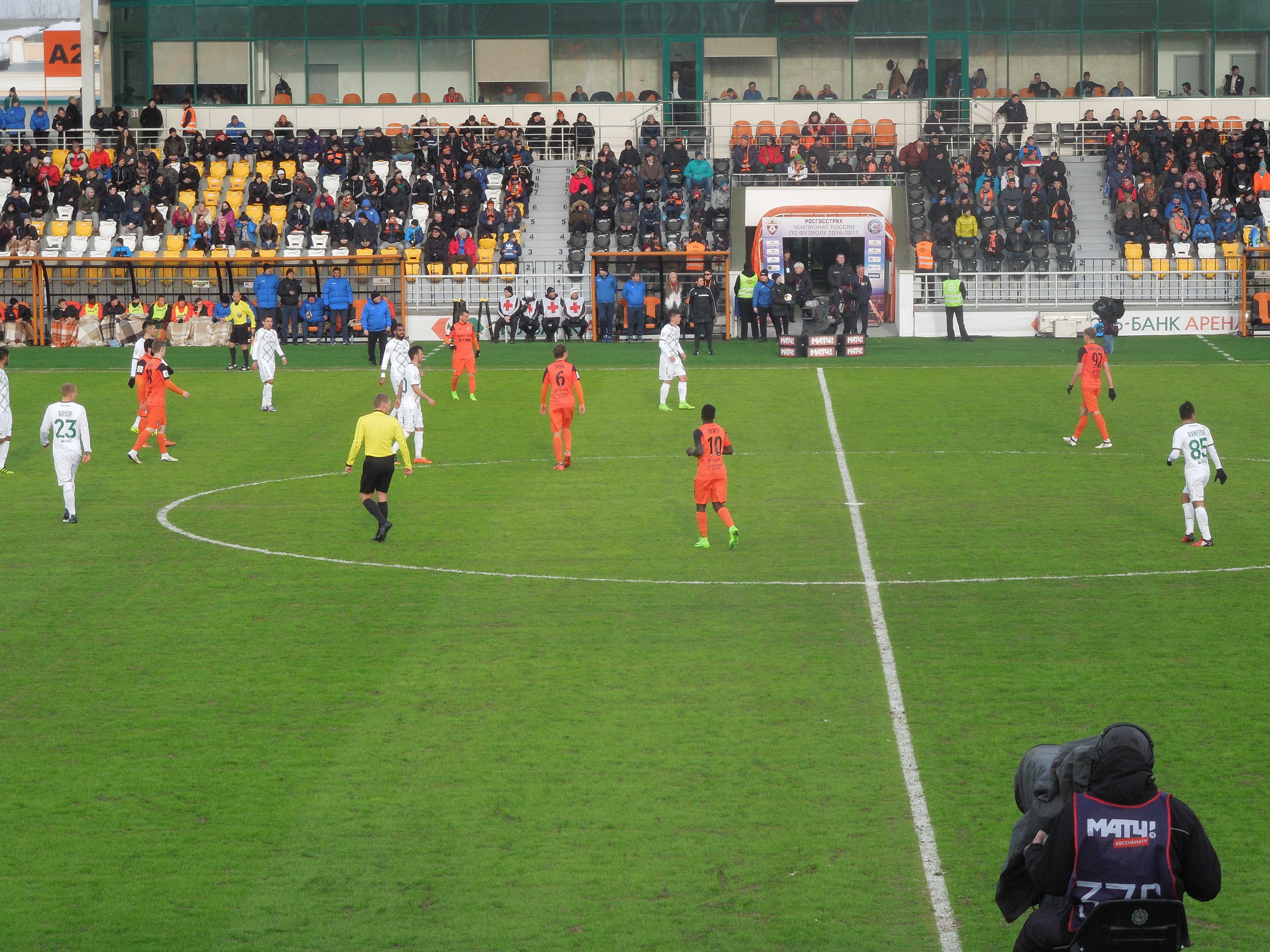
Вид на крытую трибуну «A» (видна остеклённая ложа для VIP-персон), 2017 год
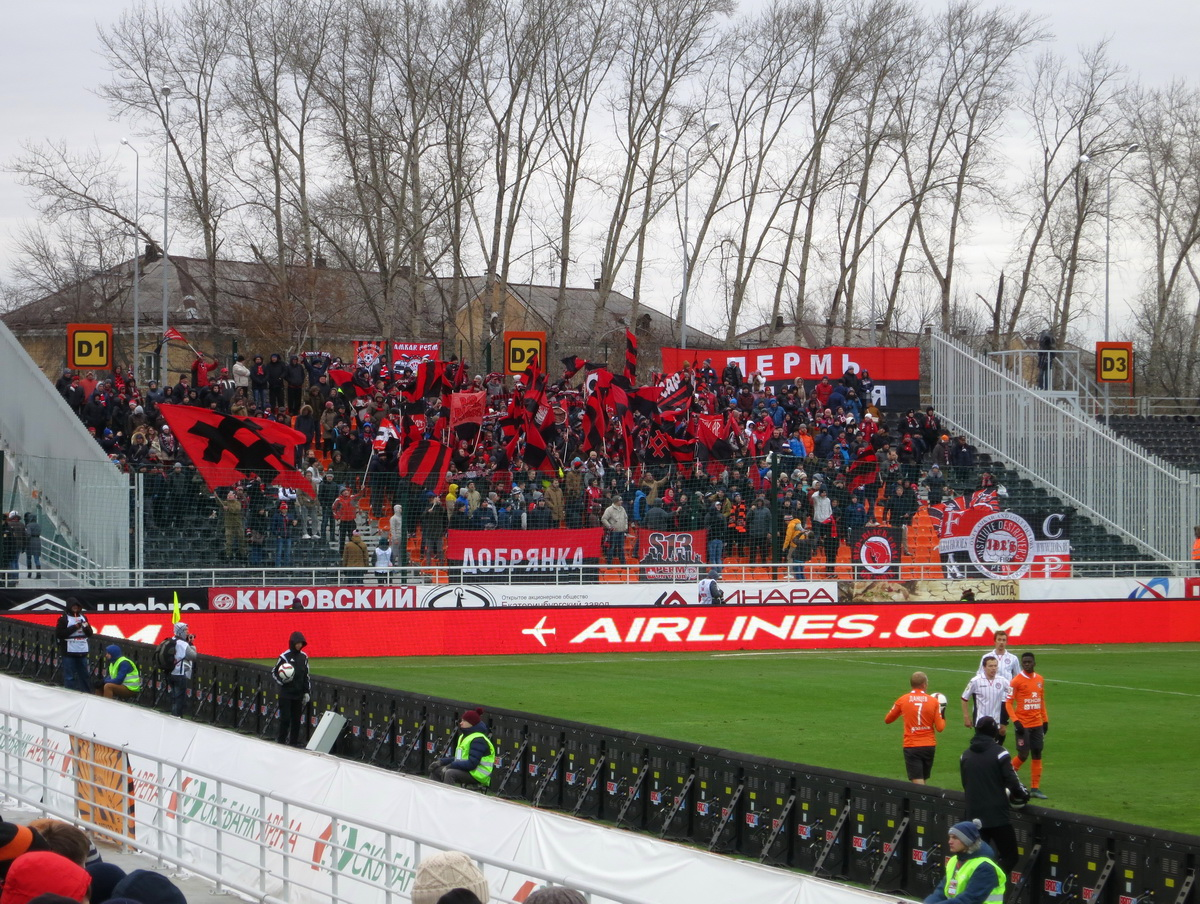
Гостевые сектора трибуны «D» во время матча «Урал» — «Амкар», 24 октября 2015
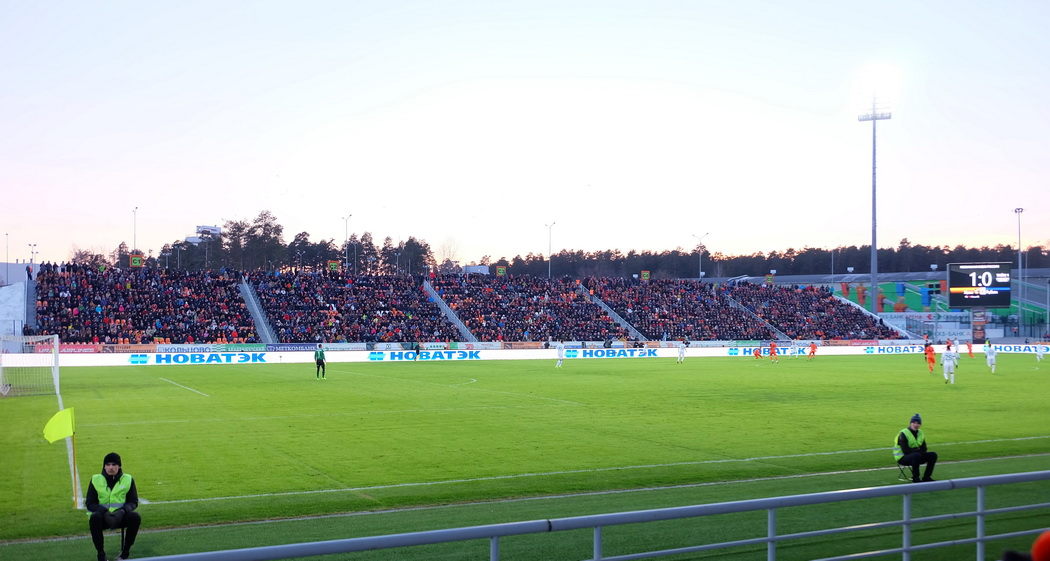
Трибуна «С» во время матча «Урал» — «Рубин», 6 апреля 2017